# Аллен, Эндрю Майкл
Э́ндрю Майкл А́ллен (англ. Andrew Michael Allen; род. 4 августа 1955, Филадельфия, штат Пенсильвания, США) — американский военный лётчик, лётчик-испытатель и астронавт. Совершил три полёта в космос на кораблях Спейс шаттл общей продолжительностью 37 суток 16 часов 15 минут 7 секунд. Общий налёт на более чем 30 типах самолётов более 6000 часов. Подполковник Корпуса морской пехоты США в отставке. Дружеское прозвище Энди.

## Образование
- 1973 — окончил католическую среднюю школу Архиепископа Вуда (англ. Archbishop Wood High School) Ворминстер, штат Пенсильвания.
- 1977 — окончил Университет Вилланова (англ. Villanova University) в городе Рэднор, северо-западном пригороде Филадельфии, получив степень бакалавра наук в области механики.
- 2004 — окончил Флоридский университет и получил диплом магистра делового администрирования[1].

## Воинская служба
- 1977 — в университете призван на действительную службу в Корпус морской пехоты США и направлен в лётное училище. Аттестован для полётов на истребителе F-4 «Фантом» II.
- С 1980 — проходил службу в качестве офицера технической поддержки в 312-й истребительно-штурмовой эскадрилье на авиастанции морской пехоты Бофор (англ. Beaufort) в штате Южная Каролина.
- С 1983 по 1986 — по инициативе Штаба морской пехоты США отобран для программы внедрения на флоте истребителей F/A-18 «Хорнет», проходил службу в качестве заместителя командира 531-й истребительно-штурмовой эскадрильи на авиастанции морской пехоты Эль-Торо (англ. El Toro) в штате Калифорния. В 1985 году окончил Курсы инструкторов морской пехоты по вооружениям и технике и Школу вооружений истребителей.
- 1987 — окончил школу лётчиков-испытателей ВМС США в Пэтьюксент-Ривер в штате Мэриленд и направлен на испытательную работу.
- 1997 — вышел в отставку в звании подполковника Корпуса морской пехоты США.

## Космическая подготовка
- Август 1987 — зачислен в отряд астронавтов НАСА в качестве пилота. Прошёл полный курс общей космической подготовки.
- Август 1988 — присвоена квалификация пилота шаттла, назначен в Отдел астронавтов НАСА. Во время работы в отряде занимал различные должности:
  - инженер-исследователь в лаборатории интеграции электронного оборудования шаттлов;
  - технический помощник руководителя действиями лётных экипажей;
  - руководитель службы поддержки астронавтов во время тренировок и подготовки;
  - специальный представитель от Космического центра им. Джонсона в Хьюстоне;
  - начальник Отдела обеспечения потребностей космической станции в штаб-квартире НАСА.

## Первый полёт
С 31 июля по 8 августа 1992 совершил свой первый космический полёт в качестве пилота в составе экипажа миссии Атлантис STS-46. Стал 279-м человеком и 176-м американцем в космосе.
Продолжительность полёта составила 7 суток 23 часа 16 минут 06 секунд.

## Второй полёт
С 4 по 18 марта 1994 совершил второй космический полёт в качестве пилота шаттла в составе экипажа миссии Колумбия STS-62.
Продолжительность полёта составила 13 суток 23 часа 17 минут 35 секунд.

## Третий полёт
С 22 февраля по 9 марта 1996 совершил третий космический полёт в качестве командира шаттла в составе экипажа мисcии Колумбия STS-75.
Продолжительность полёта составила 15 суток 17 часов 41 минута 26 секунд.

## Дальнейшая профессиональная деятельность
- октябрь 1977 — ушёл из отряда астронавтов и из НАСА.
- 1997 — президент фонда «First foundation».
- 2001 — работа в Космическом центре им. Кеннеди руководителем программы обеспечения транспортировки шаттлов от места посадки (в США или за рубежом) до места старта.

## Награды
- Медаль Министерства обороны США «За отличную службу»
- Медаль «Легион Чести»
- Авиационный Крест «За выдающиеся заслуги»
- Медаль Министерства обороны «За похвальную службу»
- Медаль «За воздушные операции» (за выполнение одиночного задания)
- Медаль НАСА «За исключительные заслуги»
- Медаль НАСА «За выдающееся лидерство»
- Четыре медали НАСА «За космический полёт»

## Личная жизнь
Женат, четверо детей. Увлечения: резьба по дереву, ракетбол, тяжёлая атлетика и велоспорт.